# Chasity Grant
Chasity Grant (Schiedam, 19 april 2001) is een Nederlands voetbalspeelster. Ze begon bij SC Spaland in Schiedam en via VV Zwaluwen in Vlaardingen kwam ze bij de vrouwen van Jong ADO in 2016. Ze debuteerde in de Vrouwen Eredivisie voor ADO Den Haag in 2017/2018, en tekende in 2020 een contract bij Ajax. In 2024 vertrok ze voor een recordbedrag voor de Amsterdammers naar het Engelse Aston Villa WFC.

## Statistieken
| Seizoen | Club         | Land      | Competitie         | Wedstrijden | Doelpunten |
| ------- | ------------ | --------- | ------------------ | ----------- | ---------- |
| 2017/18 | ADO Den Haag | Nederland | Eredivisie         | 15          | 3          |
| 2018/19 | ADO Den Haag | Nederland | Eredivisie         | 21          | 5          |
| 2019/20 | ADO Den Haag | Nederland | Eredivisie         | 12          | 4          |
| 2020/21 | Ajax         | Nederland | Vrouwen Eredivisie | 15          | 3          |
| 2021/22 | AFC Ajax     | Nederland | Vrouwen Eredivisie | 23          | 10         |
| 2022/23 | AFC Ajax     | Nederland | Vrouwen Eredivisie | 19          | 3          |
| 2023/24 | AFC Ajax     | Nederland | Vrouwen Eredivisie | 17          | 6          |
| 2024/25 | Aston Villa  | Engeland  | Super League       |             |            |
| Totaal  | Totaal       | Totaal    | Totaal             | 129         | 34         |

Laatste update: 8 augustus 2024

## Interlandcarrière
Grant speelde achtereenvolgens voor Oranje O16, Oranje O17 en Oranje O19.